# 埃尔南·加林德斯
埃尔南·加林德斯（西班牙語：Hernán Galíndez，1987年3月30日—），厄瓜多尔男子足球运动员，司职守门员。他曾代表厄瓜多尔国家队参加2021年美洲國家盃和2022年国际足联世界杯。